# Spirorbis chilensis
Spirorbis chilensis är en ringmaskart som beskrevs av Blanchard in Gay 1849. Spirorbis chilensis ingår i släktet Spirorbis och familjen Serpulidae. Inga underarter finns listade i Catalogue of Life.